# ناصر نوذری
ناصر نوذری (نام مستعار: رسولی) (متولد ۱۳۱۹، هفتگل رامهرمز) یکی از بازجویان ساواک در کمیته مشترک ضد خرابکاری بود. پدر او، عبدالخالق نوذری بود.
او دارای تحصیلات ششم متوسطه بود. ابتدا به شغل آموزگاری روی آورد و به مدت ۱۰ سال برای ساواک خبرچینی می‌کرد و خواستار استخدام رسمی بود تا اینکه سرانجام در ۲۹ تیر ۱۳۵۰ به استخدام ساواک درآمد و با عنوان‌های مسئول بررسی دایره سوم اداره یکم، رهبر عملیات دایره ۲، و از سال ۱۳۵۲ تا ۱۳۵۷ رئیس و بازجو در کمیته مشترک ضد خرابکاری مشغول به کار بود. او در بهمن ۱۳۵۷ از ایران گریخت.